# Лотоцкий, Антон Львович

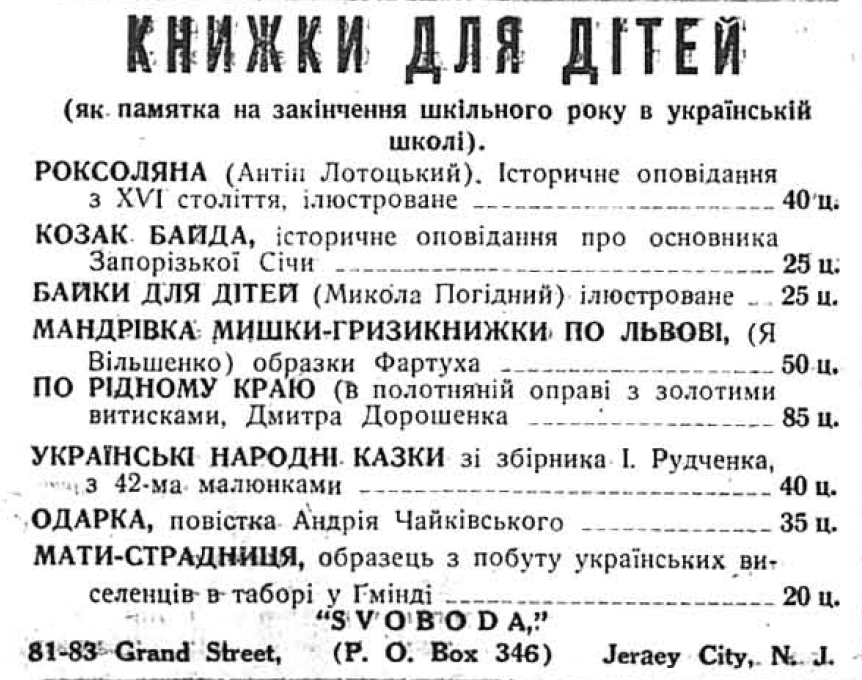
Реклама книг для детей, украинская ежедневная газета «Свобода» (США), № 210, 10 сентября 1937 года

Антон Львович Лотоцкий (укр. Антін Львович Лотоцький; 13 января 1881, с. Вильховец (теперь в Тернопольской области, Украина) — 28 мая 1949, Львов) — украинский галицкий детский писатель, журналист, издатель, педагог.

## Биография
Родился в семье галицкого педагога и писателя Льва Лотоцкого. После окончания Бережанской гимназии поступил на философский факультет Львовского университета. Сотрудничал с редакцией газеты «Дело», продолжил начатое ещё в гимназии занятие литературным творчеством. В этот период были опубликованы его первые книги, рассказы, легенды и предания Цветы с поля (1907), Медведевская поповна (1909), историческая повесть времен Хмельницкого Трилесы (1910).
В 1911 г. А. Лотоцкий начал работать учителем гимназии в Рогатине. Педагогическую работу, совмещал с литературным трудом. Вышла из печати его книга Пешком на гору Маркияна (1912), исследование Тарас Шевченко в немецких переводах (1913—1914).
После начала Первой мировой войны в 1914 г. Лотоцкий вступил старшиной в легион Украинских Сечевых Стрельцов (УСС), подразделение армии Австро-Венгерской империи, которое формировалось из галичан украинофильского толка, проживавших на территории империи.
Активно сотрудничал с идеологическим, культурно-просветительским отделом легиона УСС под названием Прессовая квартира. Был соредактором стрелецких журналов. Печатал свои произведения почти во всех изданиях Прессовой квартиры.
После окончания войны А. Лотоцкий вернулся педагогом в гимназию в Рогатине. Учительствуя, издал несколько своих книжек: Господин Коцкий, Вильгельм Тель (обе — 1920), Смертное зелье, Красная Шапочка, Чернокнижник с Черногоры (все — 1921), Вифлеемская звезда, Встреча св. Николая, Конек-попрыгунчик (все — 1922) и др.
С 1923 г. полностью посвятил себя писательской и издательской деятельности. Вместе с М. Угриным-Безгрешным (Николай Венгжин) в том же году основал в Рогатине издательство Журавли, Синие колокольчики, стал издавать печатный орган Украинского педагогического общества — журнал Рогатинец. В нём был помещен ряд остросюжетных произведений А. Лотоцкого.
Стали выходить в свет книги писателя : повесть Наезд обров (1923), Приключения Лиса Микиты, Сказка о Шевченко (обе — 1924), Сон в лунную ночь, Царевна-лягушка, повесть Кужель и меч (1927), В ночь святого Николая (1931), Открытие Канады, Иван и Гануся. Драматическая сказка (обе — 1932), Исторические рассказы, Первое паломничество (обе — 1933).
Писал стихи. Занимался публицистикой.
А. Лотоцкий принимал активное участие в работе львовского журнала Мир ребёнка. Ни один выпуск журнала не обходился без его стихов, рассказов, драматических сценок. Будучи знатоком многих иностранных языков, знакомил детей с лучшими образцами мировой литературы. В этом же издании писатель напечатал цикл краеведческих рассказов.
В 1934 А. Лотоцкий издал 4-хтомную Историю Украины для детей. Тогда же вышли в свет Путешествия Мышки-Грызокнижки по Львову, рассказы Три побратима и др. Впоследствии отдельными книгами вышли его исторические рассказы и повести, научно-популярные географические рассказы: На рассвете, Казак Байда, Легендарные рассказы о началах Киева (1935), Княжья Галица (1936), Отрок князя Романа, Роксолана. Историческое повествование XVI века (обе — 1937); От Ла Платы до Анд, Колосья Божьей Матери. Марийские легенды (обе — 1938), стихи Приключения Ромка Помка (1938), цикл рассказов по отечественной истории Было время на Украине (кн. 1 — 5, 1934—1938), поэма Золотые ворота (1937), книга Семь чудес света (1939).
Кроме того, в соавторстве с М. Угриным-Безгрешным написал учебник Краткая грамматика украинского литературного языка, который вышел в Рогатине двумя изданиями (1936, 1938).
Накануне Второй мировой войны А. Лотоцкий написал одну из лучших своих книг — Княжья слава. Вышла она уже во время немецкой оккупации — в 1942 г. в «Украинском издательстве» (Краков — Львов). Во время немецкой оккупации жил и работал в Рогатине, преподавал в школе.
После освобождения, в 1944 переехал во Львов, а так как был одиноким, поселился в интернате для престарелых.
В апреле 1946 года при содействии писателей Ирины Вильде и Петра Козланюка, А. Лотоцкий был принят в члены Союза советских писателей Украины. В том же 1946 году переиздано литературное произведение Антона Лотоцкого — сказка «Котигорошек».
Кроме того, в творческом наследии писателя — ряд литературно-критических и языковедческих исследований, научно-популярные, публицистические статьи и другие произведения.
Умер во Львове и похоронен на Лычаковском кладбище.

## Память
- Именем Антона Лотоцкого названы улицы в г. Львове, Снятыне (Ивано-Франковской области),

В 1991 г. переиздан сборник исторических рассказов писателя "Княжа слава ", "Крест над Днепром ", повести «Кужель и меч».

## Ссылка
- Антін Лотоцький (недоступная ссылка) (укр.)